# Paul Henri Lecomte
Paul Henri Lecomte (Saint-Nabord, 8 gennaio 1856 – Parigi, 12 giugno 1934) è stato un botanico francese.

## Biografia
Nel 1884, dopo aver conseguito la laurea, Lecomte divenne professore presso il Lycée Saint-Louis a Parigi. Oltre ai suoi compiti didattici, lavorò nel laboratorio botanico del Museo nazionale di storia naturale di Francia (sotto Philippe van Tieghem). Lecomte conseguiì il dottorato nel 1889 e successivamente partecipò a delle spedizioni scientifiche in Nord Africa, Egitto, Antille, Guyana francese e Indocina francese.
Nel 1906, dopo aver trascorso molto tempo nel museo di storia naturale, Lecomte fu nominato a dirigere il reparto di girasoli dove si studiava soprattutto questa pianta. Nel 1917 fu eletto membro dell'Accademia francese delle scienze.
Fu autore di oltre 15 libri tra cui: Notions de botanique, Formation de la vanilline dans la vanille, Les bois d'Indochine e Madagascar: les bois de la forêt d'Analamazaotra. Si ritirò nel 1931.